# Institució Igualada
La Institució Igualada és un centre educatiu privat i mixt de l'Opus Dei, concertat pel Departament d'Ensenyament de la Generalitat de Catalunya, que fou creat el curs 2016-2017 a Igualada (Anoia). A partir del curs 2018-2019 esdevingué el primer centre d'educació obligatòria de l'Estat, vinculat a aquesta comunitat catòlica, a deixar de tenir les aules segregades per sexe.
L'origen del centre educatiu es remunta a l'any 1973 quan pares i mares de la zona, interessats en impartir als seus fills una educació integral d'acord amb els principis morals catòlics de Josepmaria Escrivá de Balaguer, fundador de l'Opus Dei, decidiren fundar la Institució Igualada. Aquesta entitat, integrada a la Institució Familiar d'Educació, fou el nucli creador del Col·legi Mestral (per a nois) i el Col·legi Montclar (per a noies), el primer situat prop de l'autovia A-2 km 550 i l'altre prop de la carretera B-222 km 1, ambdós a mig camí entre els nuclis urbans d'Igualada i Jorba (l'Anoia).
L'any 2012, fou una de les escoles que el Tribunal Suprem espanyol negà el concert econòmic per vulnerar el principi d'igualtat i discriminar les aules per raó de sexe. Segons el director de la institució docent, Jordi Viladrosa, aquesta decisió no fou motivada per la separació d'aules sinó per la seva vinculació amb l'Opus Dei. Segons el periòdic Crític, a partir de les dades publicades per la Direcció General de Centres Concertats i Centres Privats de la Generalitat de Catalunya, el Mestral es beneficià de 3.115.645 euros i el Montclar de 4.276.601 euros en ajudes públiques de 2011 a 2016.
L'estiu de 2016, després de la retirada de les subvencions, el Mestral i el Montclar decidiren fusionar-se en una sola entitat anomenada Col·legi Montclar Mestral. Tot i el manteniment de la segregació d'alumnes, aquell mateix curs, el Departament d'Educació decidí subvencionar amb fons públics tres línies d'educació infantil, cinc d'educació primària i quatre d'educació secundària. L'estiu de 2018 modificà aquest criteri i esdevingué mixt, passant a anomenar-se Institució Igualada.